# San Francisco Police Department
San Francisco Police Department (förkortning: SFPD) är den lokala poliskåren med ansvar för allmän ordning och säkerhet i San Francisco. 
SFPD har som spanskspråkigt motto Oro en paz, fierro en guerra, vilket översatt till svenska betyder guld i fred, järn i krig.

## Historik
San Francisco Police Department grundades år 1849, dvs året efter att Kalifornien tillföll USA från Mexiko och året innan Kalifornien upptogs som en delstat samt under guldrushen. 
Sedan 1997 har SFPD även ansvar för polisverksamheten på San Francisco International Airport, då den tidigare flygplatspolisen uppgick i SFPD.
Enligt Bureau of Justice Statistics hade SFPD under år 2008 sammanlagt 1940 heltidsanställda poliser, vilket gjorde SFPD till den numerärt 29:e största lokala poliskåren i USA.

## Organisation

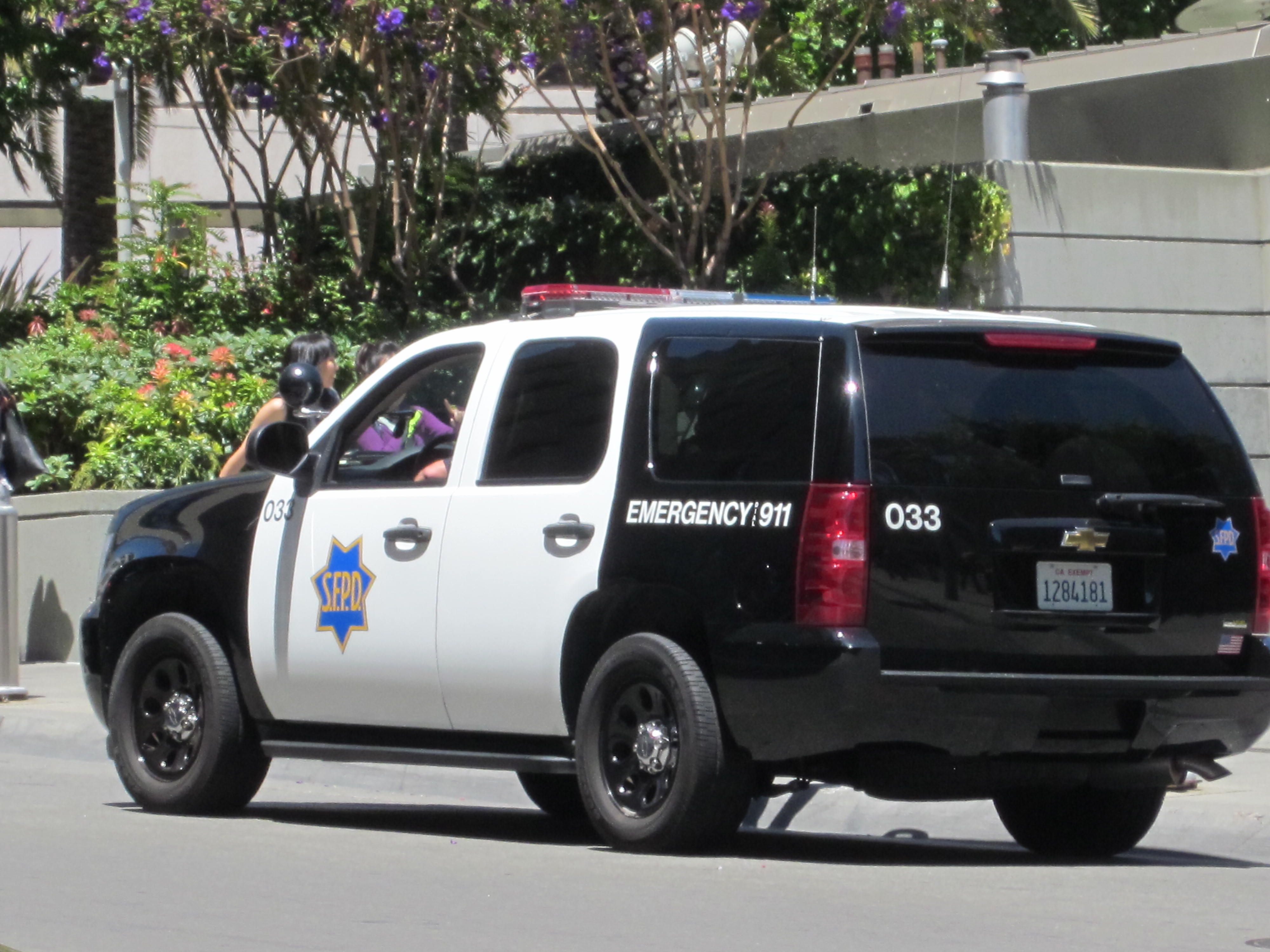
Polisbil från SFPD av typ Chevrolet Tahoe.

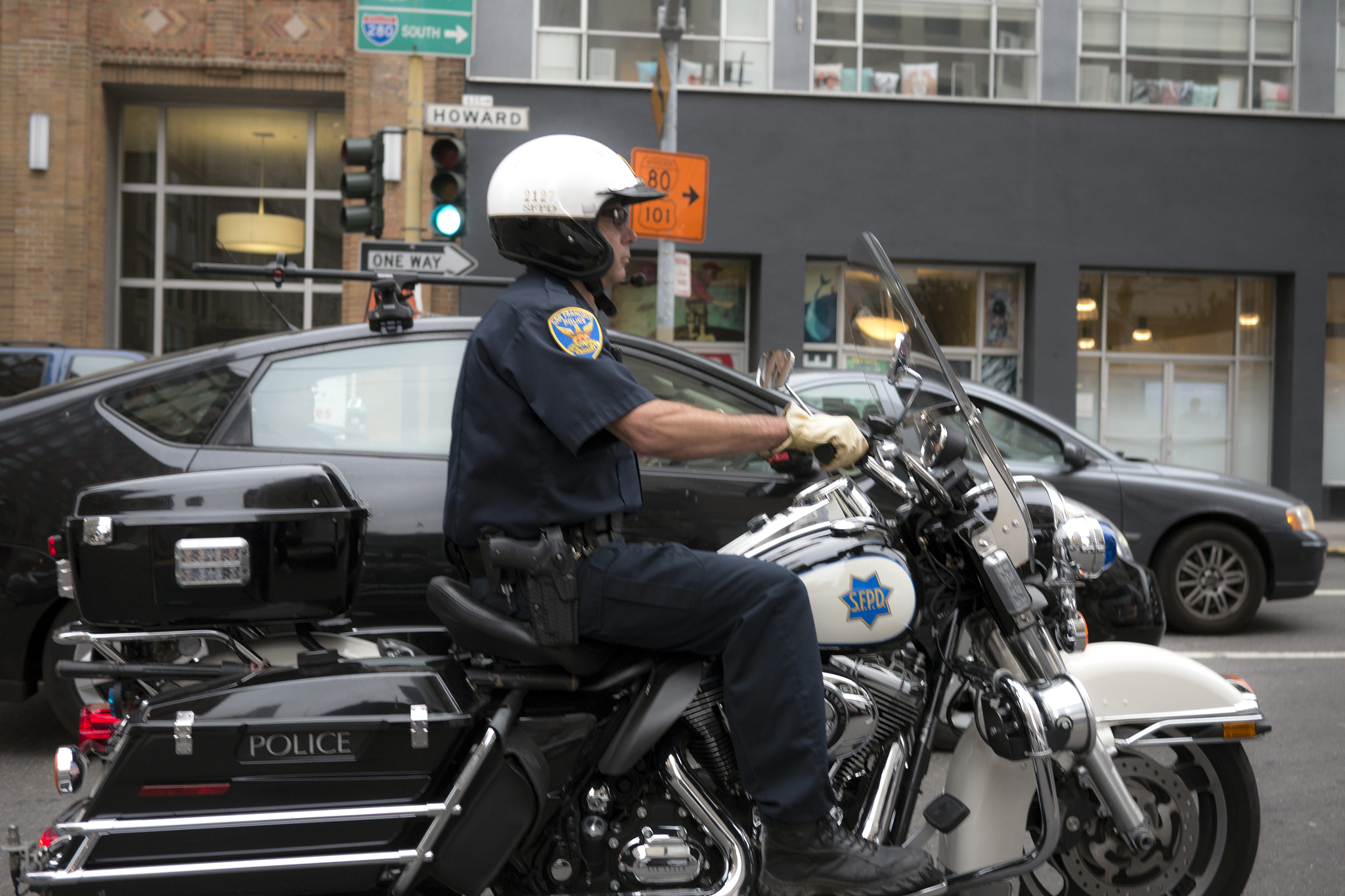
Polisman från SFPD på motorcykel.

SFPD leds av en polischef (engelska: Chief of Police) som utses av en styrelse (engelska: Police Commission) på fem personer som utses av San Franciscos borgmästare.
SFPD har 10 polisstationer.

### Gradbeteckningar
|  |                 |                 |              |           |         |            |           |          |         |  |  |
|  |                 |                 |              |           |         |            |           |          |         |  |  |
|  | Chief of Police | Assistant Chief | Deputy Chief | Commander | Captain | Lieutenant | Inspector | Sergeant | Officer |  |  |
|  |                 |                 |              |           |         |            |           |          |         |  |  |
|  |                 |                 |              |           |         |            |           |          |         |  |  |

## Populärkultur
SFPD förekommer rikligt i populärkulturen. Rollfiguren Dirty Harry som spelats av Clint Eastwood i fem långfilmer mellan 1971 och 1988 är i dessa mordutredare vid SFPD. Andra långfilmer där protagonisten är polis vid SFPD inkluderar: 48 timmar, Bullitt, Basic Instinct – iskallt begär, Den skrattande polisen, Studie i brott och Ursäkta, här kommer snuten!. TV-serier där någon av protagonisterna är SFPD poliser inkluderar: Monk, Nash Bridges och San Francisco